# Jewgienij Gruszko
Jewgienij Siemionowicz Gruszko (ros. Евгений Семёнович Грушко, ur. 1894 w Tarnowie, zm. 8 listopada 1955) – funkcjonariusz radzieckich służb specjalnych.

## Życiorys
Urodził się w rosyjskiej rodzinie chłopskiej. Skończył czteroklasową szkołę, pracował w gospodarstwie rodziców, jako żołnierz rosyjskiej armii brał udział w I wojnie światowej, we wrześniu 1917 zdezerterował, w lutym 1918 wstąpił do Czerwonej Gwardii, a w marcu 1918 do Armii Czerwonej. W maju 1918 został dowódcą szwadronu, potem pomocnikiem dowódcy pułku kawalerii w Orszy, w październiku 1918 pomocnikiem dowódcy, a w lutym 1919 kwatermistrzem 175 pułku 20 Dywizji Strzelców w Syzraniu, w 1919 uczestniczył w wojnie domowej. W maju 1920 został funkcjonariuszem Czeki, był szefem Sekcji Śledczej Wydziału Specjalnego 55 Dywizji Frontu Polskiego, od listopada 1920 do czerwca 1921 szefem Tajnej Sekcji Operacyjnej Wydziału Specjalnego 55 Dywizji w Odessie, a od czerwca do października 1921 szefem Tajnej Sekcji Operacyjnej Wydziału Specjalnego Gubernialnego Oddziału GPU w Charkowie. Od października do grudnia 1921 był szefem Oddziału Specjalnego GPU GPU 137 Samodzielnej Brygady Piotrogrodzkiej w Charkowie, od grudnia 1921 do stycznia 1922 był pomocnikiem szefa Wydziału Specjalnego OGPU 24 Dywizji Samarskiej w Hajsynie, od stycznia do sierpnia 1922 szefem agentury, a od sierpnia 1922 do marca 1923 pełnomocnikiem Wydziału Informacyjnego 5 Placówki Specjalnego Oddziału Pogranicznego w Proskurowie, od marca do listopada 1923 pełnomocnikiem pogranicznego Punktu Kontrolno-Przejściowego portu w Odessie, a od listopada 1923 do września 1924 komendantem placówki oddziału pogranicznego OGPU w Tyraspolu.
Od września 1924 do sierpnia 1925 był słuchaczem Wyższej Szkoły Pogranicznej OGPU w Moskwie, od sierpnia 1925 do września 1926 szefem grupy manewrowej i komendantem siestrorieckiego oddziału pogranicznego OGPU, od września 1926 do października 1928 pełnomocnikiem 7 oddziału pogranicznego w Kingiseppie, a od 12 października 1928 do 1 września 1930 pełnomocnikiem-inspektorem Wydziału Służby Zarządu Ochrony Pogranicznej Pełnomocnego Przedstawicielstwa OGPU ds. Leningradzkiego Okręgu Wojskowego. Od 1 września 1930 do lipca 1931 był pomocnikiem szefa 6 oddziału pogranicznego OGPU w Oranienbaumie, od lipca do grudnia 1931 pomocnikiem dowódcy 22 pułku wojsk OGPU w Leningradzie, od grudnia 1931 do marca 1933 szefem Leningradziej Szkoły Psów Służbowych, następnie dowódcą-komisarzem 43 pułku wojsk OGPU/155 pułku wojsk NKWD Okręgu Leningradzkiego w Powieńcu. W 1937 otrzymał stopień pułkownika, od lutego 1938 do 23 kwietnia 1939 był szefem oddziału Wojsk Pogranicznych NKWD w Pskowie, od 23 kwietnia 1939 do 1 sierpnia 1942 szefem Zarządu Milicji Robotniczo-Chłopskiej i pomocnikiem Szefa Zarządu NKWD obwodu leningradzkiego ds. milicji, od sierpnia 1942 do 18 kwietnia 1944 szefem Zarządu Milicji Robotniczo-Chłopskiej Miasta Leningradu i jednocześnie od czerwca 1943 do 18 kwietnia 1944 I zastępcą szefa Zarządu NKWD miasta Leningradu, w 1943 otrzymał stopień komisarza milicji II rangi. Od 18 kwietnia 1944 do 10 stycznia 1947 był szefem Zarządu NKWD obwodu lwowskiego, następnie zastępcą szefa Głównego Zarządu Milicji MWD ZSRR.
Był osobą odpowiedzialną za masowe represje mieszkańców Lwowa i okolic, egzekucje, pacyfikacje terenów działań partyzanckich, aresztowania oraz deportacje. Osobiście odpowiadał przez szefem republikańskiego NKWD, Wasilijem Riasnojem, za fizyczne eliminowanie wszelkich przeciwników władzy sowieckiej.

## Odznaczenia
- Order Lenina (1945)
- Order Czerwonego Sztandaru (3 listopada 1944)
- Order Suworowa II klasy (8 marca 1944)
- Order Bohdana Chmielnickiego (21 października 1944)
- Order Wojny Ojczyźnianej I klasy (10 kwietnia 1945)
- Medal jubileuszowy „XX lat Robotniczo-Chłopskiej Armii Czerwonej” (1938)
- Medal „Za obronę Leningradu” (1943)

I inne.